# Бабелтуап
Бабелтуа́пангл. Babeldaob) — остров в Микронезии, крупнейший остров Республики Палау, второй по величине в Микронезии после Гуама. На острове располагается 10 из 16 штатов Палау. Площадь 374,1 км², что составляет более 70 % территории страны. Высшая точка — гора Нгерчелчуус, высотой 242 м.

## География
Остров Бабелтуап расположен в западной части Тихого океана в 885 км от филиппинского острова Минданао. Является наибольшим островом Каролинских островов (расположен в западной части арихипелага) и островов Палау (находится в северной части группы). С севера на юг остров вытянут на 43 км, с запада на восток — на 13 км, при общей площади суши 374,1 км². Ближайшим крупным островом является Корор, с которым Бабелтуап с 1978 года соединен мостом.
Остров сформировался около 70 млн лет назад в результате вулканической активности. С точки зрения геологии остров имеет смешанное вулканическое и коралловое происхождение. Поверхность острова холмиста. Наивысшей точкой острова является гора Нгерчелчуус, высотой 242 м. Склоны острова около 100 года н. э. были террасированы в поля и пирамиды. В северной части острова располагается открытая область — Бадрулчау, с рядами больших базальтовых монолитов. Береговая линия острова сильно изрезана (её длина оценивается в 143,7 км), имеются многочисленные небольшие бухты и заливы.
Гидрографическая сеть острова хорошо развита. Имеется пять крупных рек: Нгеремедуу (площадь бассейна более 50 км²), Нгердорх (самая длинная река Палау, длина превышает 120 км), Нгерикиил, Дионградид и Нгербекуу. Общий расход воды всех рек острова составляет около 26,3 м³/с. На острове расположены также два пресных озера: Нгардок (в штате Мелекеок; площадь зеркала около 5 га, объем воды — около 54 000 м³) и Нгеркалл Понд (в штате Нгараард; площадь зеркала около 0,4 га, объем воды — около 1800 м³).
Почвы острова имеют вулканическое и известняковое происхождение и в основном высокоплодородны. Однако большая часть почв располагается на склонах холмов и непригодна для земледелия. Кроме того из-за вырубки лесов почвам угрожает эрозия.
Флора и фауна острова чрезвычайно разнообразна. Согласно исследованиям леса занимают площадь около 170 км²: из них мангровые леса — около 25 км², леса болот — около 9 км². Всего в лесах насчитывается 820 видов растений, 580 из которых считаются местными, а 201 вид — эндемичными. Фауна острова включает 50 видов птиц, 40 видов пресноводных рыб, 20 видов ящериц, 5 видов змей, более 5000 видов насекомых. Встречаются на острове также морские крокодилы.

## История
Согласно археологическим исследованиям остров Бабелтуап был заселен людьми около 3000 лет назад (определено радиоуглеродным методом по следам культурной активности около поселений Нгивал, Нгатпанг и Нгердубех). 7 октября 2006 года в поселок Нгерулмуд в штате Мелекеок была перенесена столица Республики Палау.

## Административно-территориальное деление
На территории острова располагаются 10 из 16 штатов Палау: Аимелиик, Аираи, Мелекеок, Нгараард, Нгархелонг, Нгардмау, Нгатпанг, Нгхесар, Нгеремленгуи, Нгивал. Каждый из штатов делится в свою очередь на деревни. Всего на острове 50 деревень, только 47 из которых имеют постоянное население.